# سلطان‌آباد (لالی)
سلطان‌آباد (لالی)، روستایی از توابع بخش حتی شهرستان لالی در استان خوزستان ایران است.

## جمعیت
این روستا در دهستان حتی قرار دارد و براساس سرشماری مرکز آمار ایران در سال ۱۳۸۵، جمعیت آن ۲۶۰ نفر (۴۲خانوار) بوده‌است.
این روستا سرچشمه وخواستگاه آبشارهای زیبای آرپناه  می باشد.